# ماروین جونز
ماروین جونز (انگلیسی: Marvin Jones؛ زادهٔ ۲۹ دسامبر ۱۹۹۳) بازیکن بسکتبال اهل ایالات متحده آمریکا است.